# Franz von der Recke
Franz Ernst Wilhelm Karl Freiherr von der Recke (* 27. Juni 1854 im Forsthaus Glindfeld bei Medebach; † 24. Mai 1923 in Rudolstadt) war Staatsminister in Schwarzburg-Rudolstadt.

## Familie
Franz von der Recke war der Sohn des Oberforstmeisters Hermann von der Recke (1822–1902) und dessen Ehefrau Anna von Borries (1827–1910). Er heiratete am 19. September 1889 Luise von Harnier (1860–1955). Das Paar hatte folgende Kinder:
- Karl (1890–1954)
- Anna (1891–1947)
- Eberhard (1892–1914)
- Elisabeth (1893–1972)
- Marie (1897–1986)
- Luise (1898–1933)
- Martha (1903–1998)

## Leben
Er studierte Bauwesen und Rechtswissenschaften. Während seines Studiums in Hannover wurde er Mitglied im Corps Saxonia. Er war seit dem 29. Juni 1882 als Referendar im preußischen Justizdienst tätig. 1887 wechselte er als Kammerdirektor in die Privatdienste des Fürsten von Wied in Neuwied. 
Am 1. April 1903 wurde er als Minister nach Schwarzburg-Rudolstadt mit dem Titel eines Geheimrats und dem Prädikat Excellenz berufen. Hier leitete er zunächst die Abteilungen des Inneren und der Finanzen. Ab 1907 leitete er anstelle des Innenressorts die Ministerialabteilung für Kirchen und Schulwesen.
Am 1. Junli 1909 wurde er zusätzlich als Staatsminister in Schwarzburg-Sondershausen berufen. Hier war er für die Ministerialabteilungen des Fürstlichen Hauses und des Äußeren und die Justiz zuständig. Hintergrund der Doppelaufgabe war, dass der letzte Fürst von Schwarzburg-Sondershausen 1909 verstorben war und die Schwarzburg-Rudolstädter Fürsten nun in Personalunion beide Fürstentümer regierten.
1918 dankte der Fürst von Schwarzburg-Rudolstadt in der Novemberrevolution ab. Franz von der Recke trat am 13. November 1918 aus seinen Ämtern zurück, trat aber in das neue Gesamtministerium des Freistaates Schwarzburg-Rudolstadt als beamtetes Mitglied ein. Nach der ersten Landtagswahl 1919 wurde die Regierung neu gebildet. Zu dieser Wahl am 23. Mai 1919 kandidierte er nicht mehr und trat am 4. Juni 1919 in den Ruhestand.